# Fischle (Omnibusunternehmen)

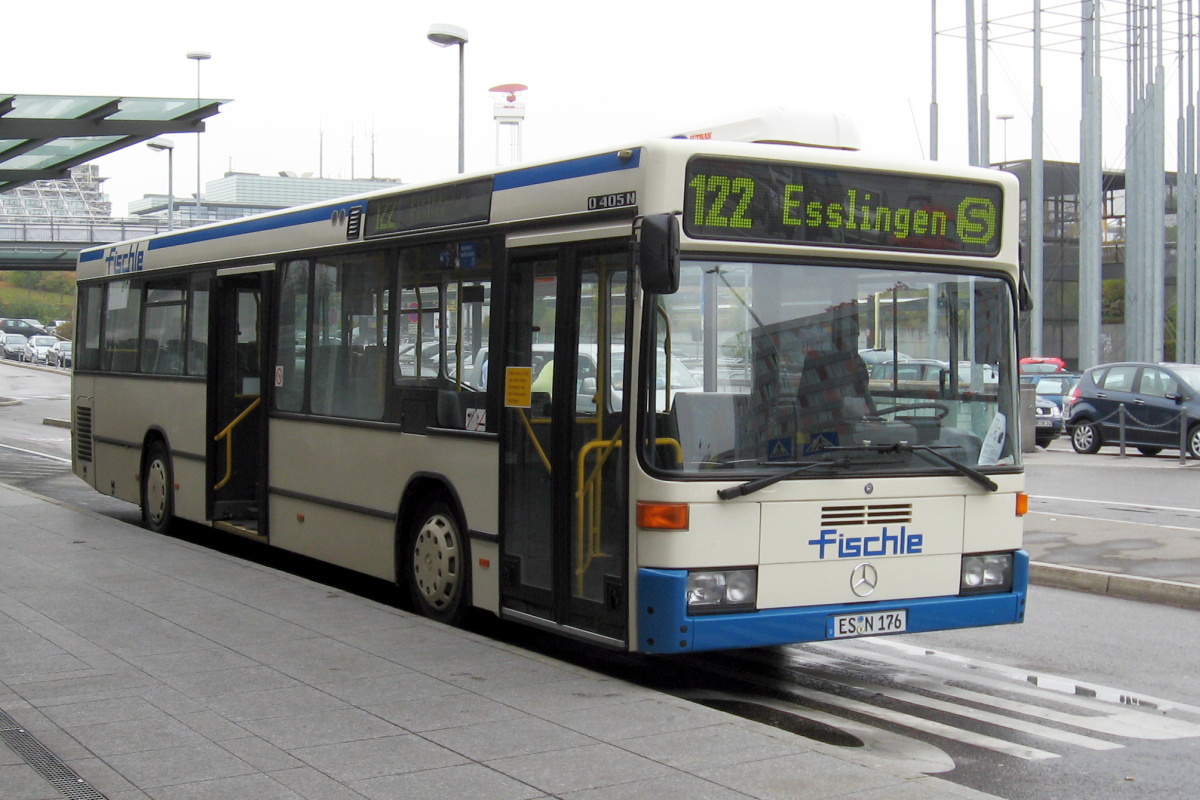
Mercedes-Benz O 405 N von Fischle auf der Linie 122 am Flughafen Stuttgart (2007)

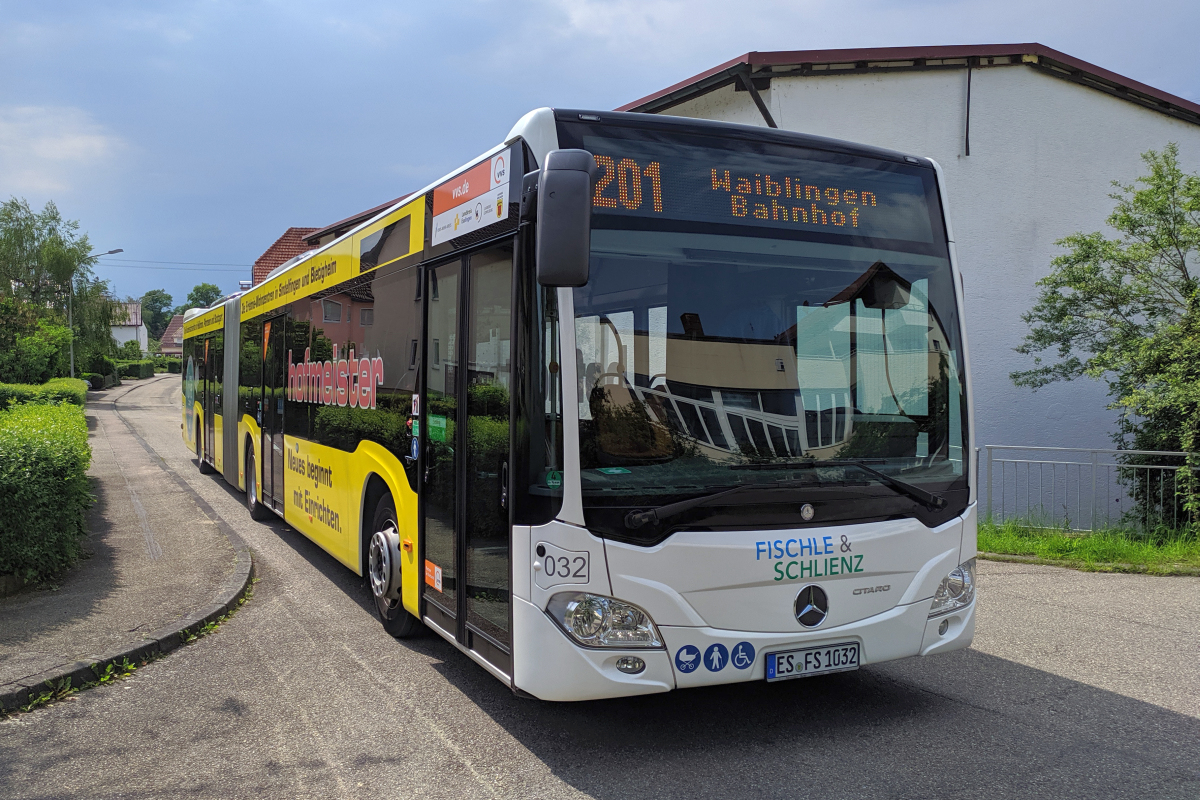
Mercedes-Benz Citaro G C2

Die Fischle-Gruppe ist ein privates Omnibusunternehmen mit Sitz in Esslingen am Neckar. Sie besteht aus drei operativen Gesellschaften, die Fahrleistungen im Linienverkehr erbringen: Esslinger Omnibusverkehr Ernst Fischle GmbH & Co. fährt als Subunternehmer auf drei Linien der SSB, Fischle Regionalverkehr Stuttgart GmbH & Co. KG betreibt 25 eigene Linien in der östlichen Region Stuttgart und FS Omnibus GmbH & Co. KG verkehrt im Landkreis Darmstadt-Dieburg in Hessen.

## Geschichte
Das Unternehmen wurde 1932 als Fischle & Schlienz von den Busfahrern Christian Schlienz und Ernst Fischle in Esslingen gegründet. Beide waren durch die Weltwirtschaftskrise arbeitslos geworden. Mithilfe von insgesamt vier Lastkraftwagen und Militärbussen nahmen sie den Fahrbetrieb auf den Buslinien ihres ehemaligen Arbeitgebers wieder auf.
Nach Schlienz’ Tod 1953 schied Fischle aus der Firma aus und gründete einen eigenen Omnibusbetrieb. Der Fuhrpark wurde in den folgenden Jahren ausgebaut und 1968 um das Reisegeschäft mit eigenem Reiseveranstalter, Reisebussen und Reisebüros erweitert. Im Jahr 1974 übernahm Fischle gemeinsam mit Schlienz den Omnibusbetrieb Dannenmann in Aichwald-Schanbach (nicht zu verwechseln mit Omnibus Dannenmann aus Weinstadt-Beutelsbach). Die Linie 113 ging an Schlienz, während Fischle die Linie 114 übernahm; die Fahrzeuge wurden aufgeteilt. Als Fischle 1978 den neuen Betriebshof in Esslingen-Sirnau eröffnete, zählte der Fuhrpark mehr als 40 Linien- und Reisebusse. Im Jahr 2000 trennte sich Fischle vom Reisegeschäft und konzentriert sich seitdem ausschließlich auf den Linienverkehr. Das Unternehmen wird heute in der dritten Generation von den Geschwistern Frank Fischle und Bettina Fischle-Schlienz geführt, Geschäftsführer von Fischle Regionalverkehr Stuttgart ist Ralf Steinmetz.

### Liberalisierung der Busverkehre
Die Firma Fischle beteiligte sich ab 2016 infolge der Liberalisierung der Busverkehre in Baden-Württemberg auch überregional an Wettbewerbsverfahren. Im Jahr 2017 hat Fischle den Zuschlag für eine Linienausschreibung in Hessen erhalten und betreibt seit Dezember 2017 im Landkreis Darmstadt-Dieburg über die Tochtergesellschaft FS Omnibus sechs Buslinien mit rund 20 Bussen. Dabei kommen auch Subunternehmen zum Einsatz.
Als Folge der Linienausschreibungen im Landkreis Esslingen verlor Fischle zum Jahresende 2015 die Auftragsverkehre für die END auf den Buslinien 122 und 131. Im Laufe des Jahres 2018 mussten auch die über viele Jahrzehnte bedienten Bestandslinien in Esslingen (108, 109, 112, 114, 132, 138) abgegeben werden, ebenso endete der Auftragsverkehr für die SSB auf der Linie 35. Ab Dezember 2018 erbrachte Fischle für die SSB in Stuttgart und Fellbach Subunternehmerleistungen mit über 20 Bussen auf den Linien 54, 58 und 60. Nach einer Neuausschreibung werden seit Dezember 2022 weiterhin die SSB-Linien 54 und 58 sowie neu die Linie 73 bedient.
Nachdem die beiden Unternehmen im Juli 2018 als Bietergemeinschaft den Zuschlag für die neu ausgeschriebenen Linienbündel Nr. 5 im Landkreis Esslingen und Nr. 2 im Rems-Murr-Kreis erhielten, gründeten Fischle und Schlienz Omnibus aus Esslingen-Wäldenbronn die Fischle & Schlienz Omnibusverkehr GmbH & Co. KG. Am 1. Januar 2019 nahm Fischle & Schlienz den eigenwirtschaftlichen Betrieb auf acht Buslinien in Plochingen und Umgebung sowie sechs Linien in Waiblingen und Weinstadt auf.
Am 30. November 2019 stellte Schlienz Omnibus seinen Geschäftsbetrieb ein. Die Fa. Fischle übernahm die 10 Linienbusse sowie den Anteil am Gemeinschaftsunternehmen von Schlienz Omnibus und ist nun alleiniger Gesellschafter. Nach Umstellung des Außenauftritts auf den Namen Fischle erfolgte zum 1. Juli 2020 die Umfirmierung in Fischle Regionalverkehr Stuttgart GmbH & Co. KG.
Seit dem 1. Januar 2020 gibt es in Waiblingen und Weinstadt ein erweitertes Fahrplanangebot. Die bisherige Linie 213 wurde in die nach Hegnach verlängerte Linie 204 integriert.
Am 1. September 2020 übernahm Fischle Regionalverkehr Stuttgart den Linienverkehr in Raum Schorndorf als Nachfolger des insolventen Unternehmens Knauss.
Bei der Neuvergabe der Ausschreibungen der Buslinien im Raum Waiblingen im Frühjahr 2025 unterlag das Unternehmen der Bahn-Tochter Friedrich Müller Omnibus aus Schwäbisch Hall, so dass die Präsenz von Fischle im Raum Waiblingen zum 30. Juni 2025 endete. Betroffen sind die Linien 201, 202, 204 und 206. Die Linie 222 wurde eingestellt.

## Linien

### Esslinger Omnibusverkehr Ernst Fischle
| Nr. | Verlauf | Takt          | Anmerkungen                                                                         |
| --- | --- | ------------- | ----------------------------------------------------------------------------------- |
| 54  | Freiberg – Mühlhausen – Max-Eyth-See – Neugereut – Neugereut Marabustraße (– Obere Ziegelei – Sommerrain )                                                    | 10/20, 20, 20 | im Auftrag der SSB; in der HVZ 10-Minuten-Takt zwischen Max-Eyth-See und Sommerrain |
| 58  | Schmiden – Obere Ziegelei (– Sommerrain ) | 20, 30, 30    | im Auftrag der SSB; in der HVZ nur bis Obere Ziegelei                               |
| 73  | Degerloch ZOB – Steckfeld – Plieningen Garbe – Scharnhausen – Neuhausen Brühlsiedlung 20- bzw. 30-Minuten-Takt zwischen Degerloch und Plieningen Seemühlenweg | 40, 60, 60    | im Auftrag der SSB; wird vollständig mit Gelenkbussen bedient                       |

### Fischle Regionalverkehr Stuttgart
| Nr.  | Verlauf                                                                                         | Takt           | Anmerkungen                                           | Altbetreiber |
| ---- | ----------------------------------------------------------------------------------------------- | -------------- | ----------------------------------------------------- | ------------ |
| 140  | Plochingen ZOB – Altbach – Zell – Esslingen ZOB                                                 | 60, 120, –     | verkehrt nicht an Sonn- und Feiertagen                | RBS          |
| 141  | Plochingen ZOB – Stumpenhof                                                                     | 15/30, 30, 60  |                                                       | Schefenacker |
| 142  | Plochingen ZOB – Reichenbach                                                                    | –, 60, 120     | Montag bis Freitag nur einzelne Fahrten               | Schefenacker |
| 143  | Plochingen ZOB – Deizisau                                                                       | 30, 60, 120    | in der SVZ durch Linientaxi ersetzt                   | Schefenacker |
| 144  | Plochingen ZOB – Reichenbach – Hochdorf – Notzingen – Kirchheim/Teck ZOB                        | 30/60, 60, 120 |                                                       | RBS          |
| 148  | Reichenbach Risshalde – Bahnhof – Siegenberg                                                    | 20–40, 60, 120 |                                                       | Schefenacker |
| 149  | Plochingen ZOB – Stumpenhof – Baltmannsweiler – Hohengehren – Engelberg                         | –              | einzelne Fahrten von Montag bis Samstag an Schultagen | Schefenacker |
| 234  | Schorndorf Bahnhof – Schornbach – Buhlbronn – Necklinsberg–Oppelsbohm                           | 60, 120, 120   |                                                       | –            |
| 242  | Schorndorf Bahnhof – Rems-Murr-Klinik – Spittler-Stift – Grauhalde – Rems-Murr-Klinik – Bahnhof | 30, 30/60, 60  |                                                       | Knauss       |
| 242a | Schülerverkehr Schorndorf                                                                       | –              |                                                       | Knauss       |
| 243  | Schorndorf Bahnhof – Urbach Wittumhalle – Plüderhausen                                          | 60, 60, 60     |                                                       | Knauss       |
| 243a | Schülerverkehr Schorndorf – Urbach – Plüderhausen                                               | –              |                                                       | Knauss       |
| 244  | Schorndorf Bahnhof – Schornbach – Buhlbronn – Birkenweißbuch – Oppelsbohm                       | 30/60, 60, 120 |                                                       | Knauss       |
| 244a | Schorndorf Grauhalde – Schornbach – Buhlbronn – Oppelsbohm                                      | –              |                                                       |              |
| 245  | Schorndorf Bahnhof – Weiler – Winterbach – Rohrbronn – Hößlinswart (– Steinach – Erlenhof)      | 60, 60, 120    |                                                       | Knauss       |
| 246  | Schorndorf Bahnhof – Erlensiedlung – Wiesenstraße                                               | 30/60, 60, –   |                                                       | Knauss       |
| 247  | Schorndorf Bahnhof – Grauhalde – Alte Steige – Neuer Friedhof – Bahnhof                         | 30/60, 60, 120 |                                                       | Knauss       |
| 248  | Schorndorf Bahnhof – Urbach – Plüderhausen                                                      | 30/60, –, –    |                                                       | Knauss       |
| 249  | Schorndorf Bahnhof – Urbach Banrain – Urbach Bahnhof                                            | 60, 60, 60     |                                                       | Knauss       |
| 262  | Plochingen ZOB – Reichenbach – Hegenlohe – Thomashardt – Schlichten – Schorndorf Bahnhof        | 30, 60, 120    |                                                       | RBS          |
| N24  | Hegnach – Waiblingen Bahnhof – Neustadt – Hohenacker – Bittenfeld                               | 60             | nur Nacht auf Samstag, Sonntag oder Feiertag          | –            |

### FS Omnibus
| Nr. | Verlauf | Takt          | Anmerkungen                 |
| --- | --- | ------------- | --------------------------- |
| GB  | Darmstadt Hauptbahnhof – Roßdorf – Zeilhard – Georgenhausen – Groß-Bieberau Schule                               | 60, –, –      |                             |
| MO1 | Darmstadt Hauptbahnhof – Roßdorf – Ober-Ramstadt – Hahn – Rohrbach                                               | 60, 60, 60    |                             |
| MO2 | Reinheim Bahnhof – Groß-Bieberau – Niedernhausen – Billings – Lützelbach – Neunkirchen – Brandau Feuerwehr       | 60, 120, 120  |                             |
| MO3 | Reinheim Bahnhof – Groß-Bieberau – Lichtenberg – Asbach – Rodau – Ernsthofen                                     | 60, 120, 120  |                             |
| MO4 | Webern – Klein-Bieberau – Asbach – Rohrbach – Nieder-Modau – Neutsch Denkmal                                     | 60, 120, 120  |                             |
| NHX | Darmstadt Mathildenplatz – Georgenhausen – Reinheim – Groß-Bieberau – Niedernhausen Linde                        | 60, –, –      |                             |
| RH  | Darmstadt Hauptbahnhof – Roßdorf – Zeilhard – Georgenhausen – Spachbrücken – Reinheim – Ueberau Karl-Marx-Straße | 30, 60, 60    |                             |
| P   | Darmstadt-Eberstadt Wartehalle – Pfungstadt Bahnhof – Pfungstadt Südring – Pfungstadt Bahnhof                    | 30/60, 60, 60 | im Auftrag der HEAG mobiBus |

## Betriebshöfe

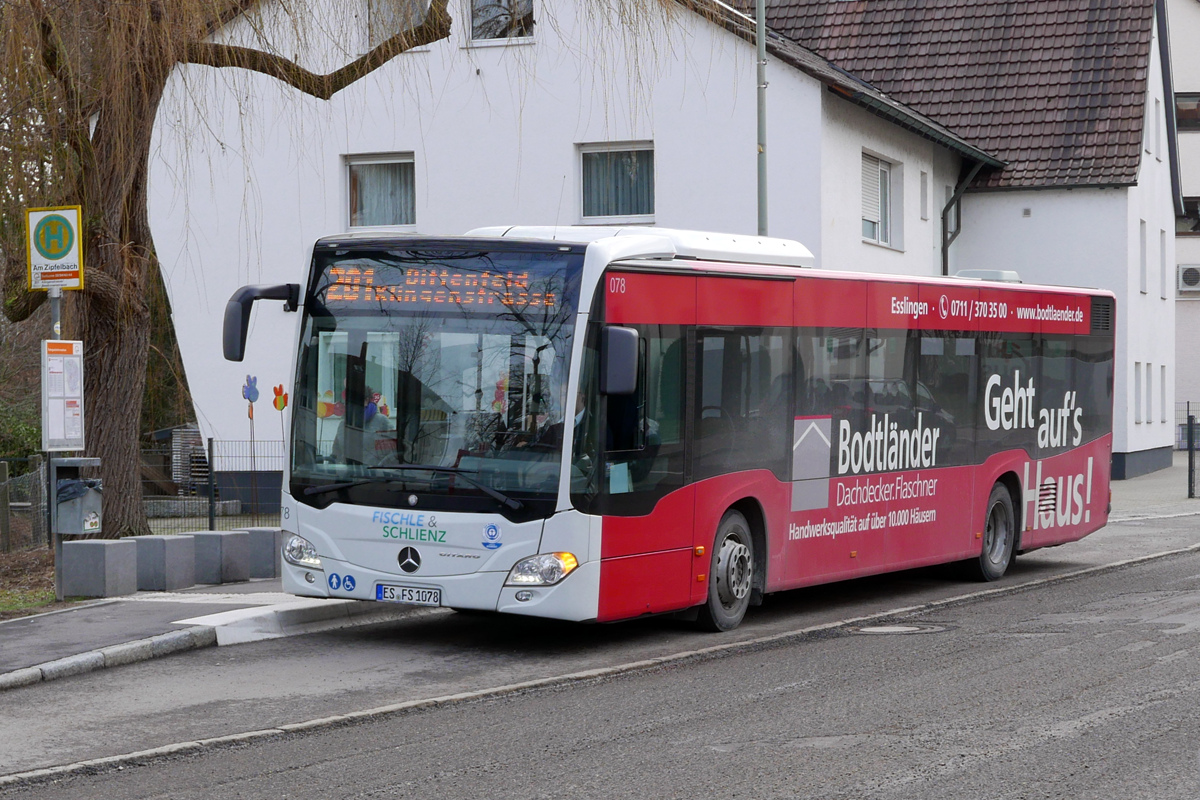
Mercedes-Benz Citaro C2

### Baden-Württemberg

#### Esslingen
Am Esslinger Hauptsitz im Industriegebiet Sirnau befindet sich der größte der vier Betriebshöfe. Von hier aus werden die SSB-Auftragsverkehre sowie die eigenen Linien im Raum Plochingen bedient. Der gesamte Fuhrpark an diesem Standort besteht aus 45 Niederflurbussen des Typs Mercedes-Benz Citaro, darunter 20 Gelenkbusse. Im Betriebshof befinden sich eine Biowaschanlage mit Wasseraufbereitungsanlage, eine Tankstelle, eine Buswerkstatt sowie Sozialräume für das Fahrpersonal.

#### Urbach
Die 26 Busse für die Linien im Raum Schorndorf sind an der Betriebsstätte Urbach untergebracht.

### Hessen

#### Reinheim
Der Betriebshof von FS Omnibus befindet sich in der „Alten Ziegelei“ in Reinheim. Dort ist außerdem die lokale Verwaltung als direkter Ansprechpartner für die Fahrer, Fahrgäste und bedienten Gemeinden ansässig. Im Fuhrpark befinden sich 17 Omnibusse.